# Wandsbeker Schloss

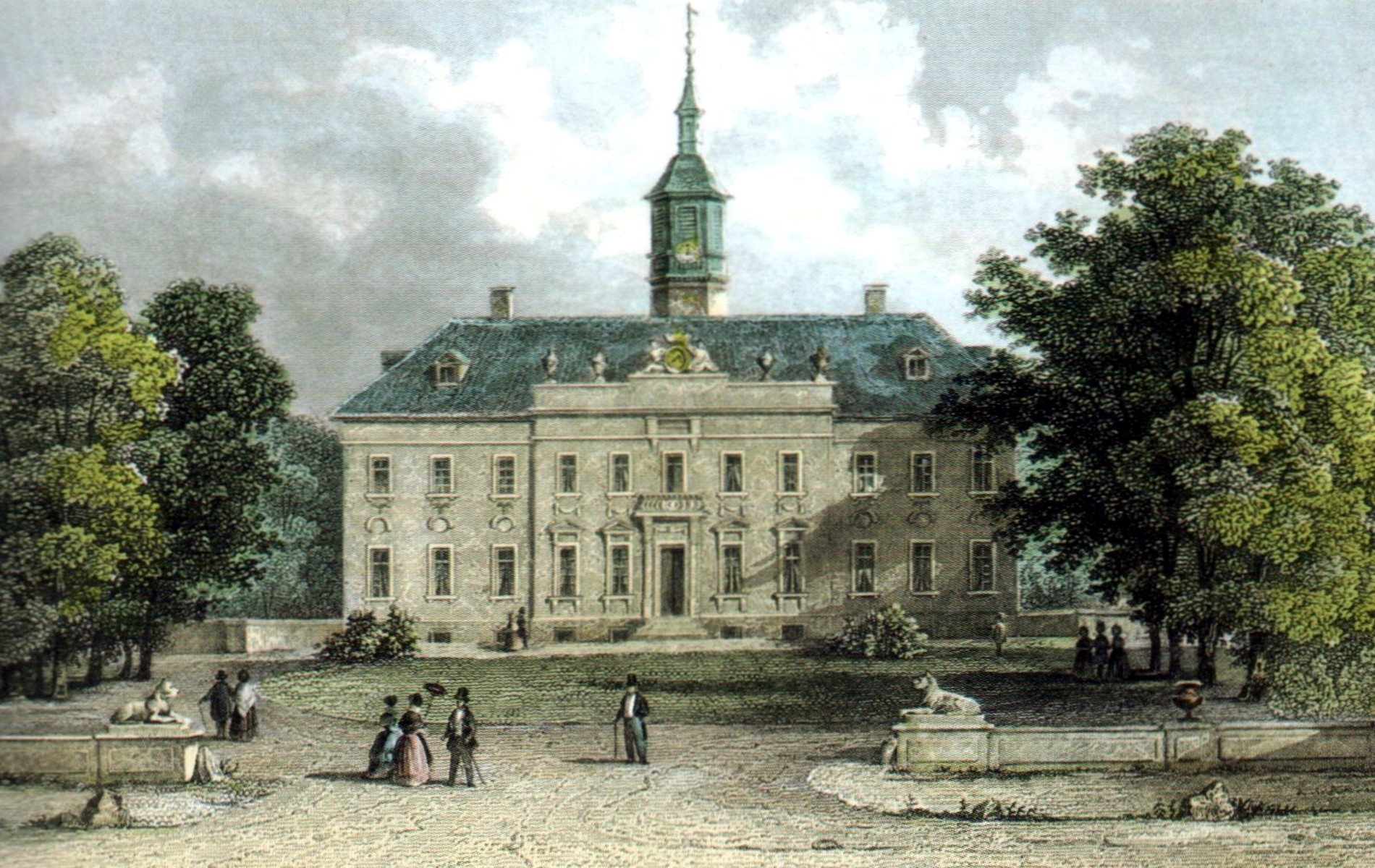
Nord- bzw. Marktseite des Wandsbeker Schlosses mit Attika und Löwen im Vordergrund, kolorierte Lithografie von Carl Laeisz

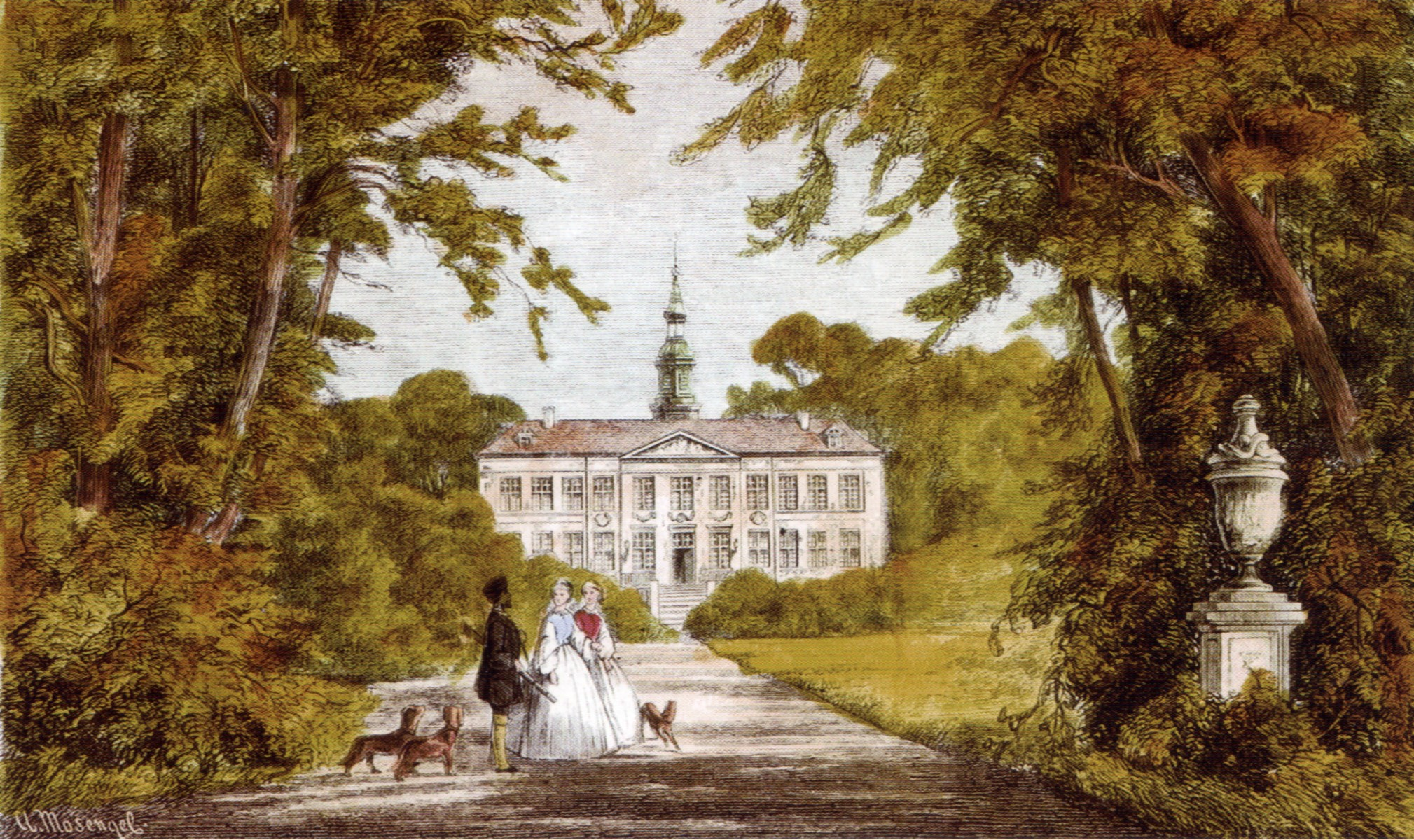
Südansicht des Schlosses, im Vordergrund eine der Schimmelmannschen Vasen, kolorierte Zeichnung von Adolf Mosengel

Das Wandsbeker Schloss war ein spätbarockes Herrenhaus im heutigen Hamburger Stadtteil Marienthal. Es wurde 1772–78 auf den Resten der älteren Wandesburg erbaut und 1861 abgerissen.

## Geschichte

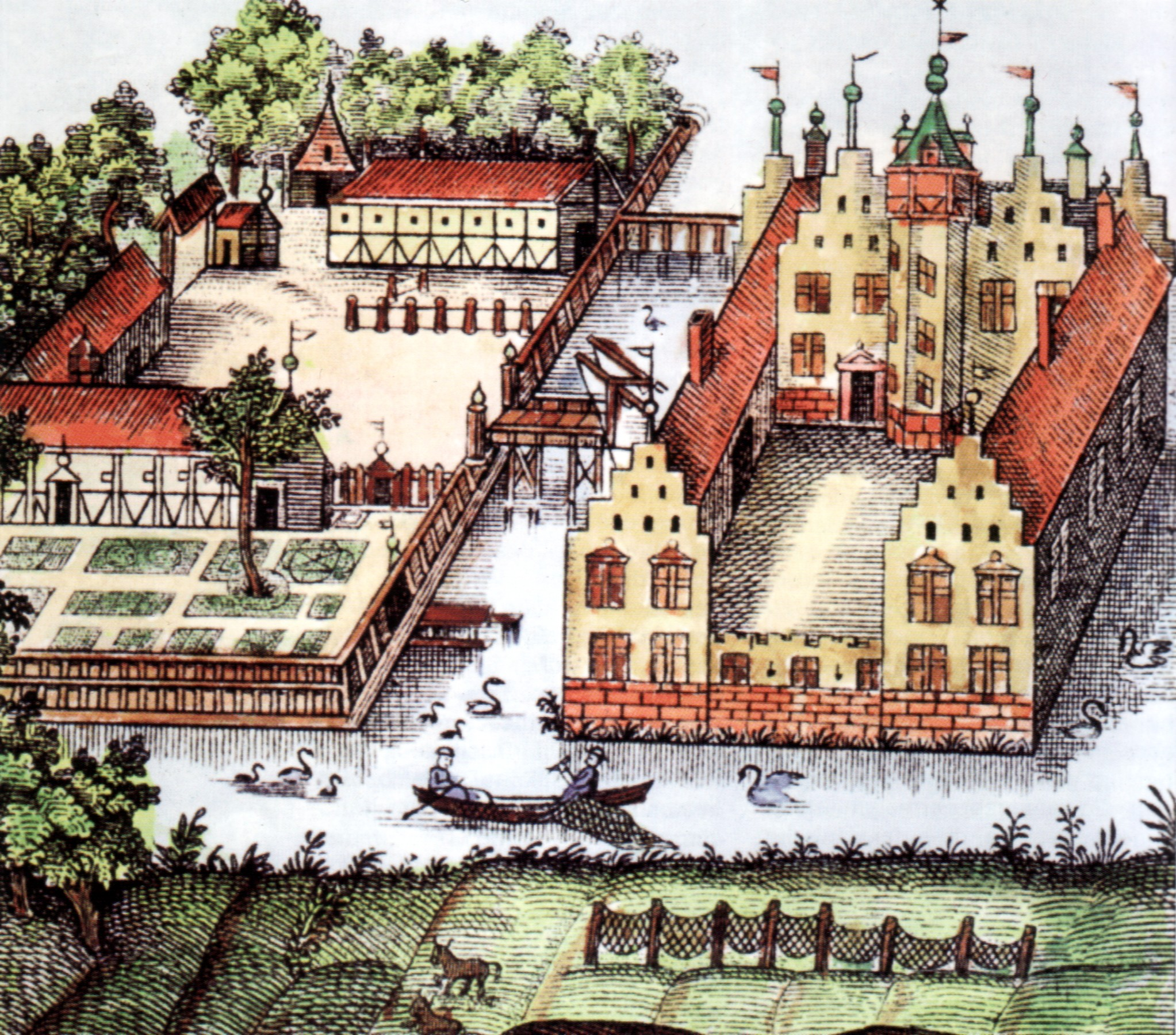
Die Rantzausche Wandesburg auf einem Holzschnitt von 1593

1564 erwarb Heinrich Rantzau das Gut Wandsbek und ließ anstelle des vorhandenen Gutshauses, das wahrscheinlich aus der Zeit um 1520 stammte, eine dreiflügelige Wasserburg errichten und nannte sie Wandesburg. Eine zeitgenössische Abbildung der „A[rx] Wandesburga“ befindet sich auf der sogenannten Rantzau-Tafel, dem von Heinrich Rantzau in Auftrag gegebenen Rantzau-Stammbaum, der von Bildern der im Besitz seiner Familie befindlichen Burgen gerahmt ist. Neben Wandsbek besaß Rantzau unter anderem auch das Schloss Rantzau und die Breitenburg. Rantzau war nicht nur dänischer Statthalter in Schleswig und Holstein, sondern pflegte als Humanist vielseitige wissenschaftlich-künstlerische Interessen und weitreichende Kontakte. Zu seinen Gästen auf der Wandesburg gehörte der Astronom Tycho Brahe, der hier von Oktober 1597 bis September 1598 für elf Monate arbeitete und forschte und für den Rantzau im Schlossturm ein Observatorium einrichtete.

1641 kam das Gut Wandsbek durch Tausch in den Besitz von Christian Graf von Pentz, ebenfalls dänischer Statthalter in Glückstadt und Schwiegersohn von König Christian IV. 1645 ging es an den Hamburger Kaufmann Albert Baltser Berns (nach anderen Quellen: Albert Behrens) über, den Schwager des niederländischen Kaufmanns Gabriel Marselis, der es von 1645 bis 1648 grundlegend umbauen ließ. 1679 erwarb Friedrich Christian Kielman von Kielmansegg das Schloss. 1705 verkaufte er es seinem Schwiegersohn Joachim von Ahlefeldt (1670–1744), der das Gut stark vernachlässigte und 1740 Konkurs anmelden musste.

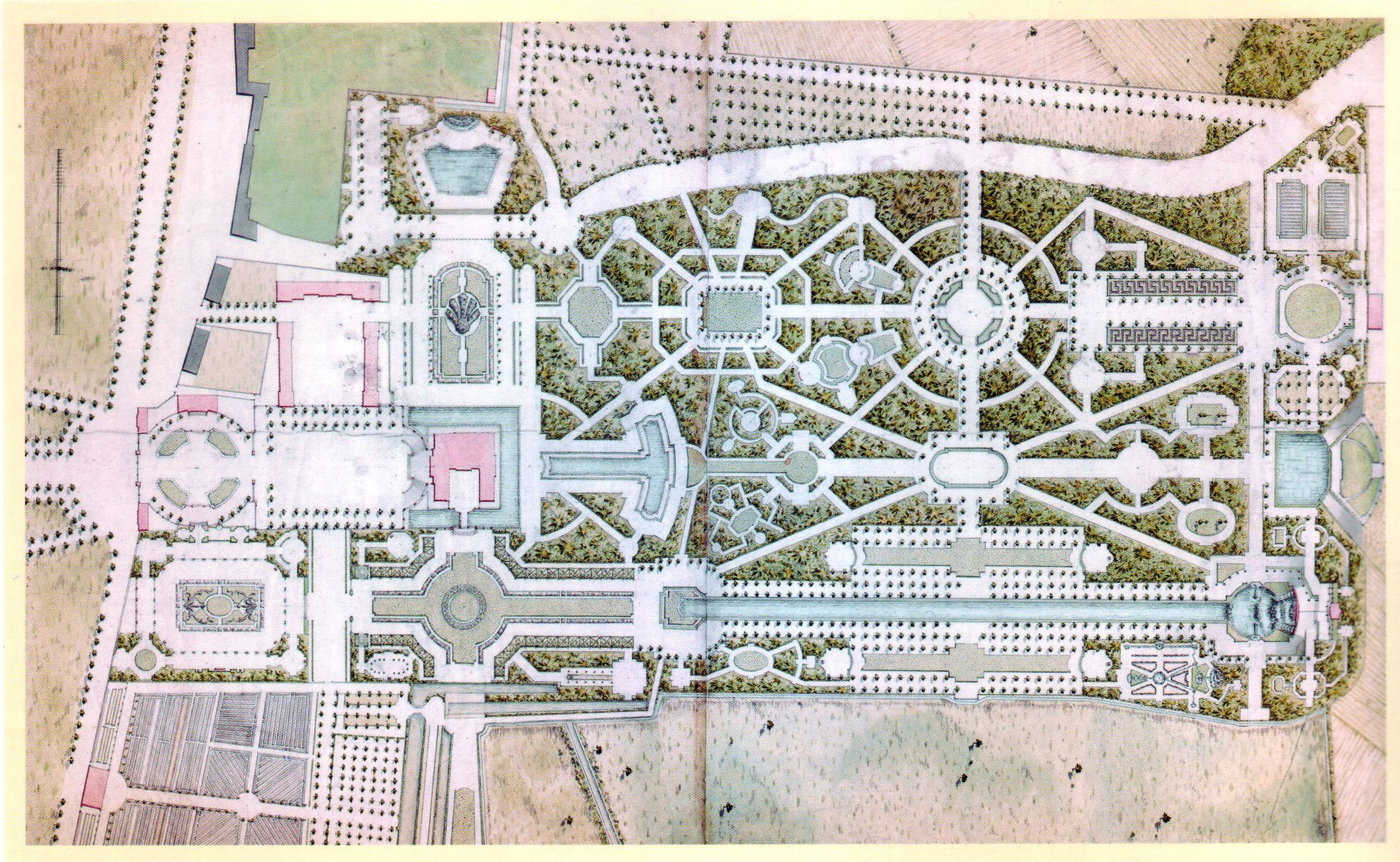
Schlosspark-Entwurf von Carl Gottlob Horn 1767/68

1762 ging der Besitz an den Kaufmann Heinrich Carl von Schimmelmann, der zuvor schon das Ahrensburger Schloss als Sommersitz erworben hatte. Schimmelmann ließ das alte Herrenhaus abreißen und auf den Fundamenten von Carl Gottlob Horn ab 1772 das neue Wandsbeker Schloss errichten. Schon zuvor hatte Horn für Schimmelmann einen umfangreichen Schlossgarten am Übergang vom Barockpark zum Landschaftsgarten gestaltet. Das Schloss gehörte seinerzeit zu den berühmtesten Anlagen in der Region und wurde durch die Schimmelmanns zu einem Zentrum von Kultur und Gesellschaft. Zu den regelmäßigen Gästen gehörten unter anderem die Dichter Matthias Claudius und Friedrich Gottlieb Klopstock.

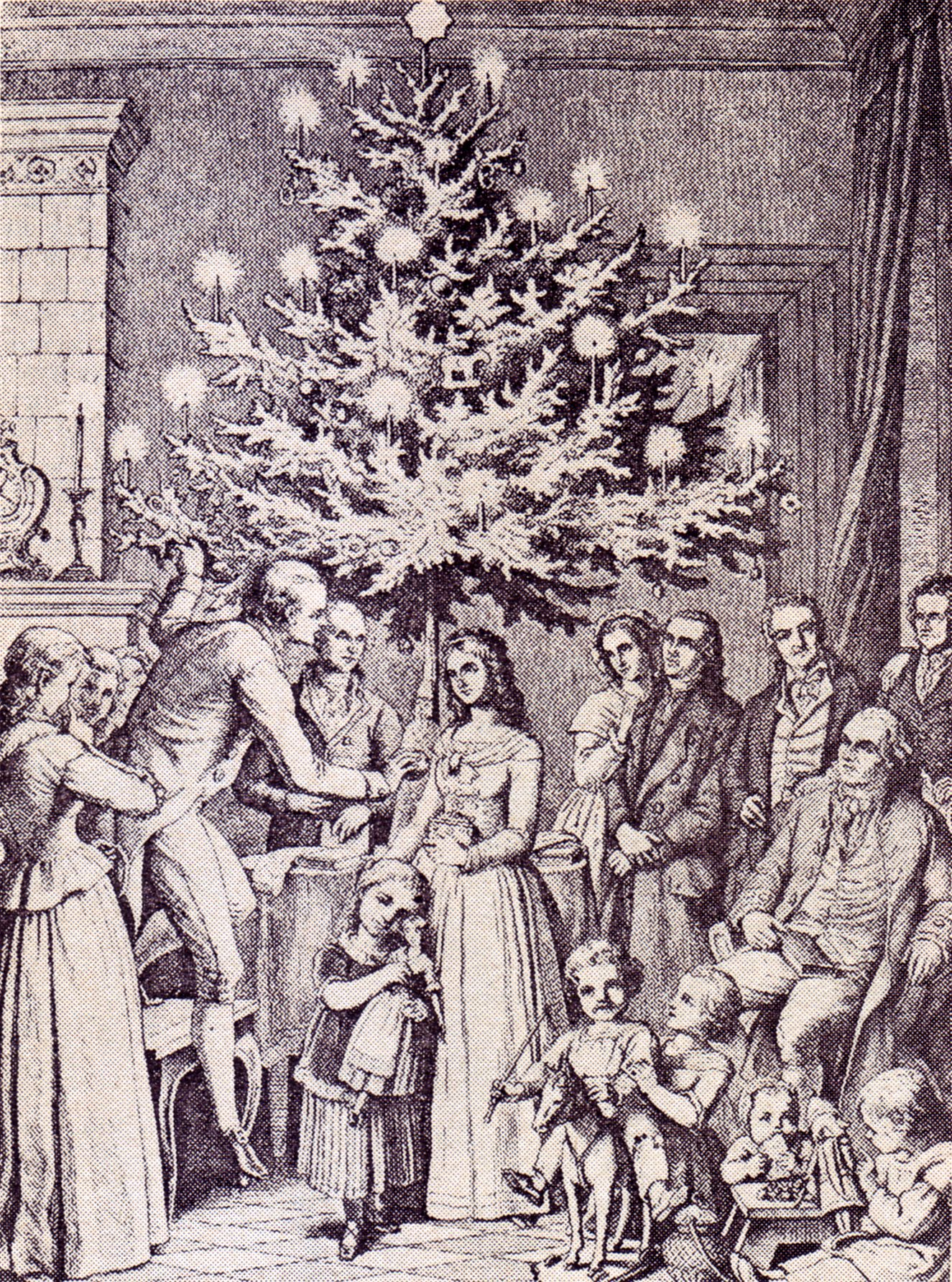
Angeblich stand der erste Weihnachtsbaum in Norddeutschland um 1800 im Wandsbeker Schloss: Weihnachtsfeier mit Rebekka und Matthias Claudius (rechts neben dem Baum stehend) sowie dem greisen Klopstock (im Stuhl sitzend)

Nach dem Tod Schimmelmanns 1782 erbte sein Sohn Christian von Schimmelmann (1767–1842) das Gut und ließ es 1807 in einen königlichen und einen adligen Anteil aufteilen. Während der „königliche“ Anteil (das heutige Wandsbek) als Fabrikort einen großen Aufschwung nahm, litt der adlige Anteil (das heutige Marienthal) mit dem Schloss unter der häufigen Abwesenheit seines Besitzers und verfiel zusehends. Nach Christians Tod fiel das Erbe an Ernst von Schimmelmann, der es 1857 für 230.000 Reichstaler an den Immobilienspekulanten Johann Anton Wilhelm von Carstenn verkaufte. Dieser ließ das Gelände des bisherigen Schlossparks parzellieren und verkaufte die Grundstücke zum Bau eines Villenviertels nach englischem Vorbild. Das Schloss selbst verpachtete er noch einige Jahre als Hotel und Gaststätte, ehe er es 1861 niederreißen ließ und das Grundstück ebenfalls parzellierte.
Ein Teil des ebenfalls zum Schloss gehörenden und von Carstenn zur Rodung vorgesehenen Wandsbeker Gehölzes wurde 1860 durch die Wandsbeker Fleckenverwaltung aufgekauft und blieb so als öffentliche Grünanlage erhalten. Überlegungen, das Schloss ebenfalls anzukaufen und als Rathaus zu nutzen, scheiterten jedoch seinerzeit an fehlenden Geldmitteln.

## Das Schlossgelände heute
Von der Wandesburg und dem Schimmelmannschen Schloss sind keine sichtbaren Spuren mehr vorhanden. An den einstigen Standort des Schlosses erinnern lediglich die Straßennamen Schloßstraße, Schloßgarten sowie die benachbarte Rantzaustraße.

Erhalten geblieben sind lediglich einige Architekturfragmente: So war der bauplastische Wappenschild der Attika des Schlosses bis 1980 im Eichtalpark aufgestellt; heute wird er in einem Seitenflügel des Bezirksamts Wandsbek aufbewahrt. Zwei Löwenplastiken und zwei Ziervasen aus dem früheren Schlosspark säumen heute den Wandsbeker Marktplatz. Die Sandsteinvasen brachte Schimmelmann 1757 bei seiner Übersiedlung nach Hamburg aus Dresden mit. Seit 1943 stehen sie unter Denkmalschutz. Ein unterirdischer Baurest der alten Wandesburg wurde 2009 in die Liste der Bodendenkmäler aufgenommen. 

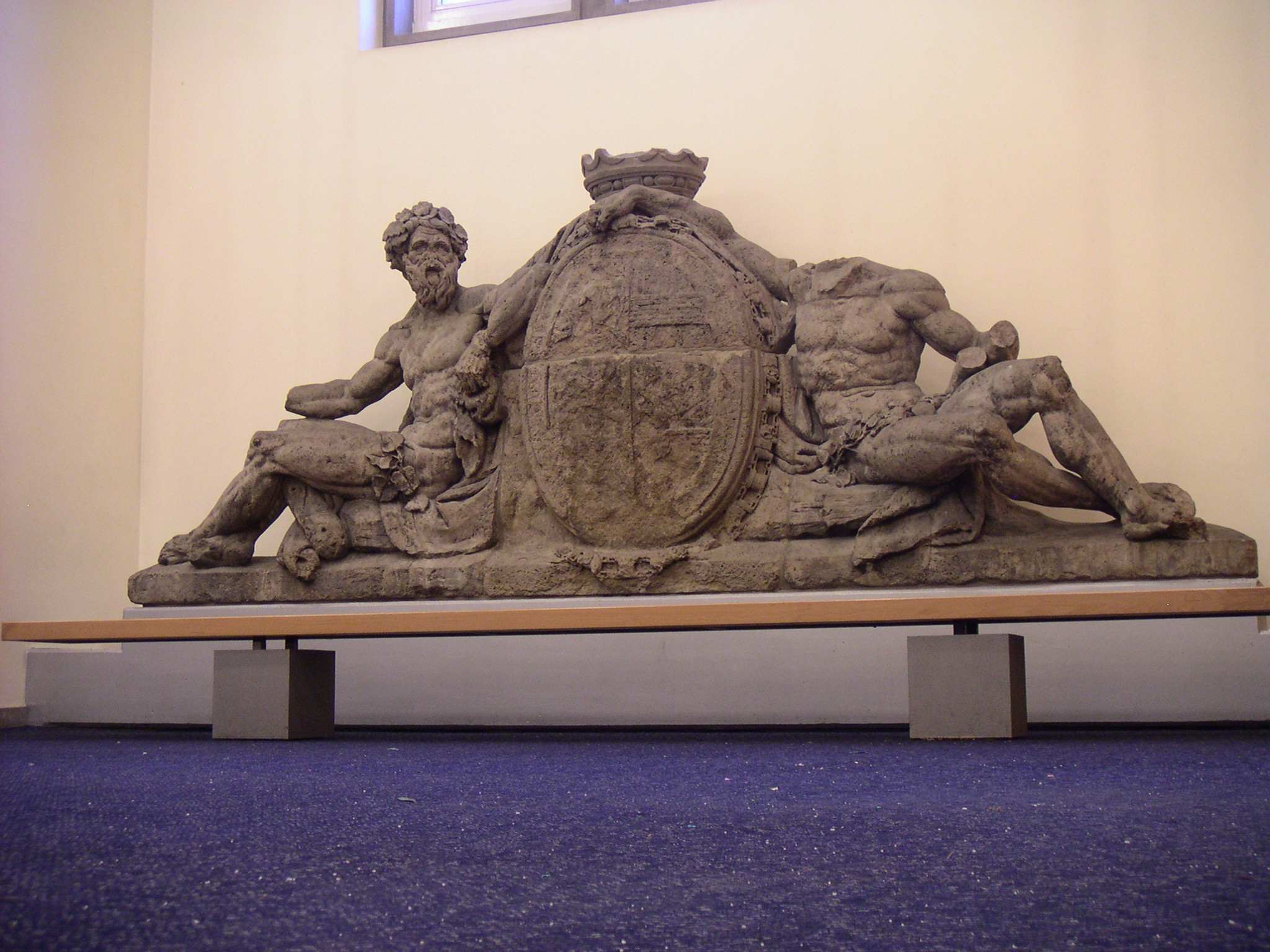
Wappenschild der Attika im Bezirksamt Wandsbek
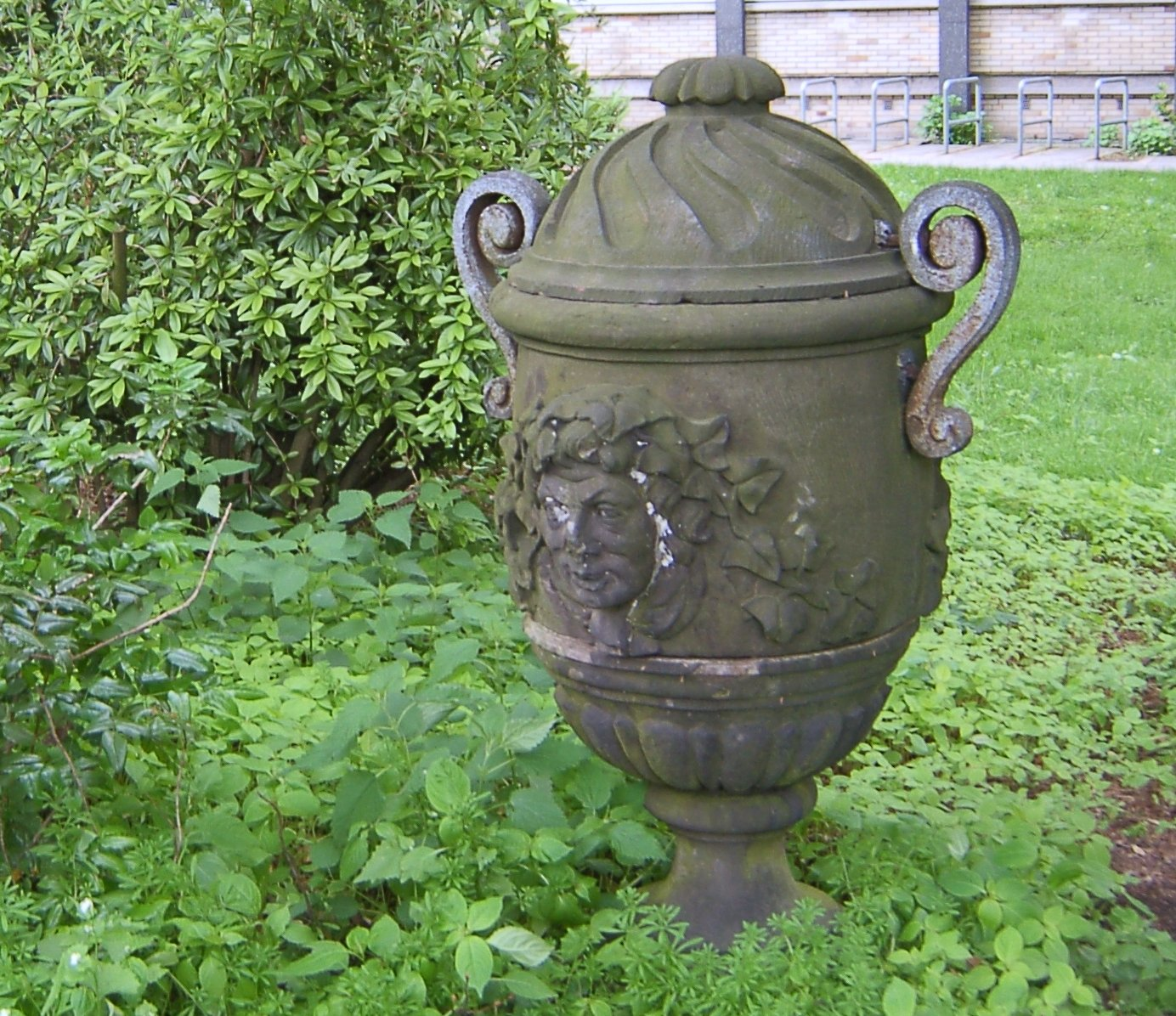
Ziervase aus dem früheren Schlosspark
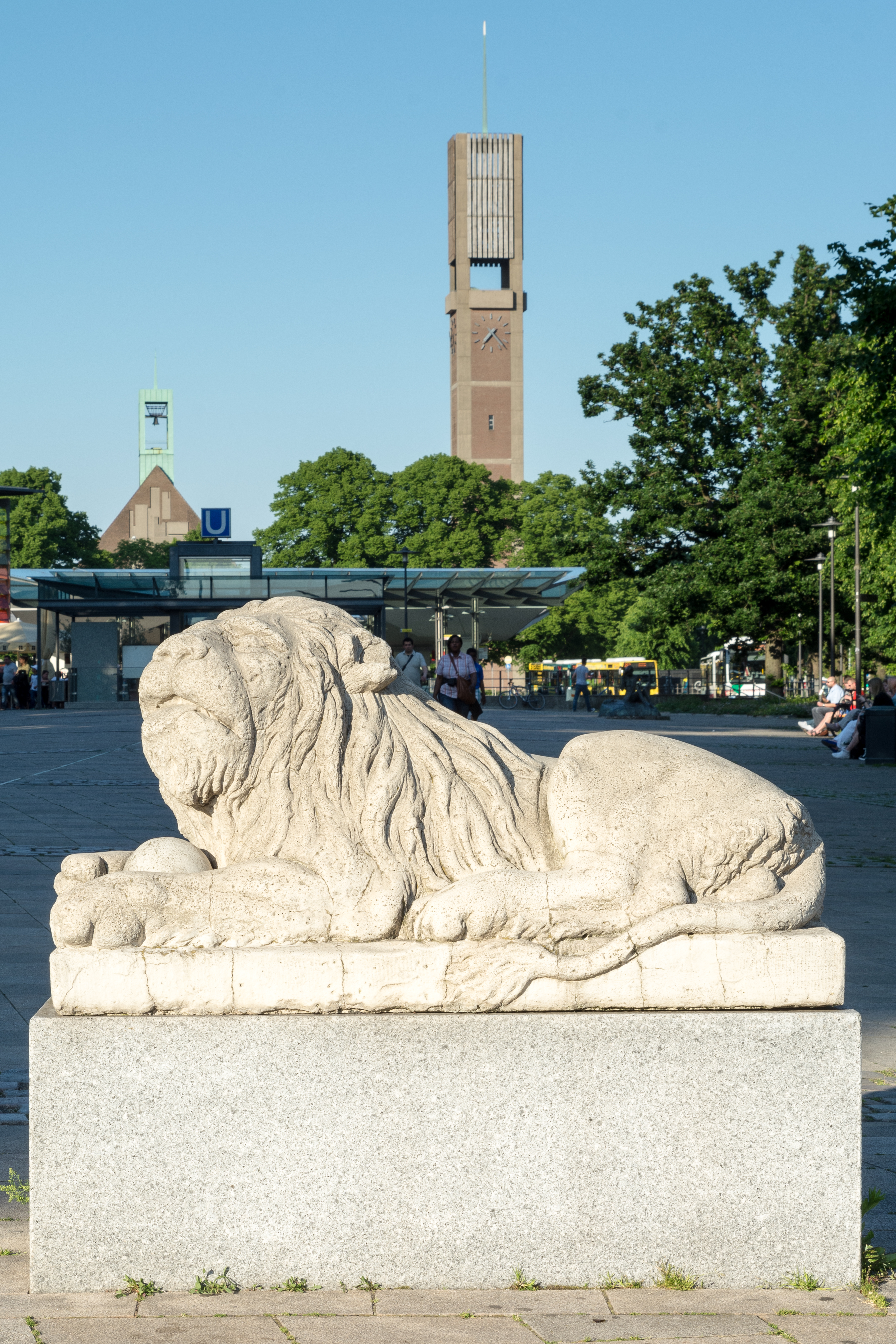
Eine von zwei Löwen-Plastiken am Wandsbeker Marktplatz
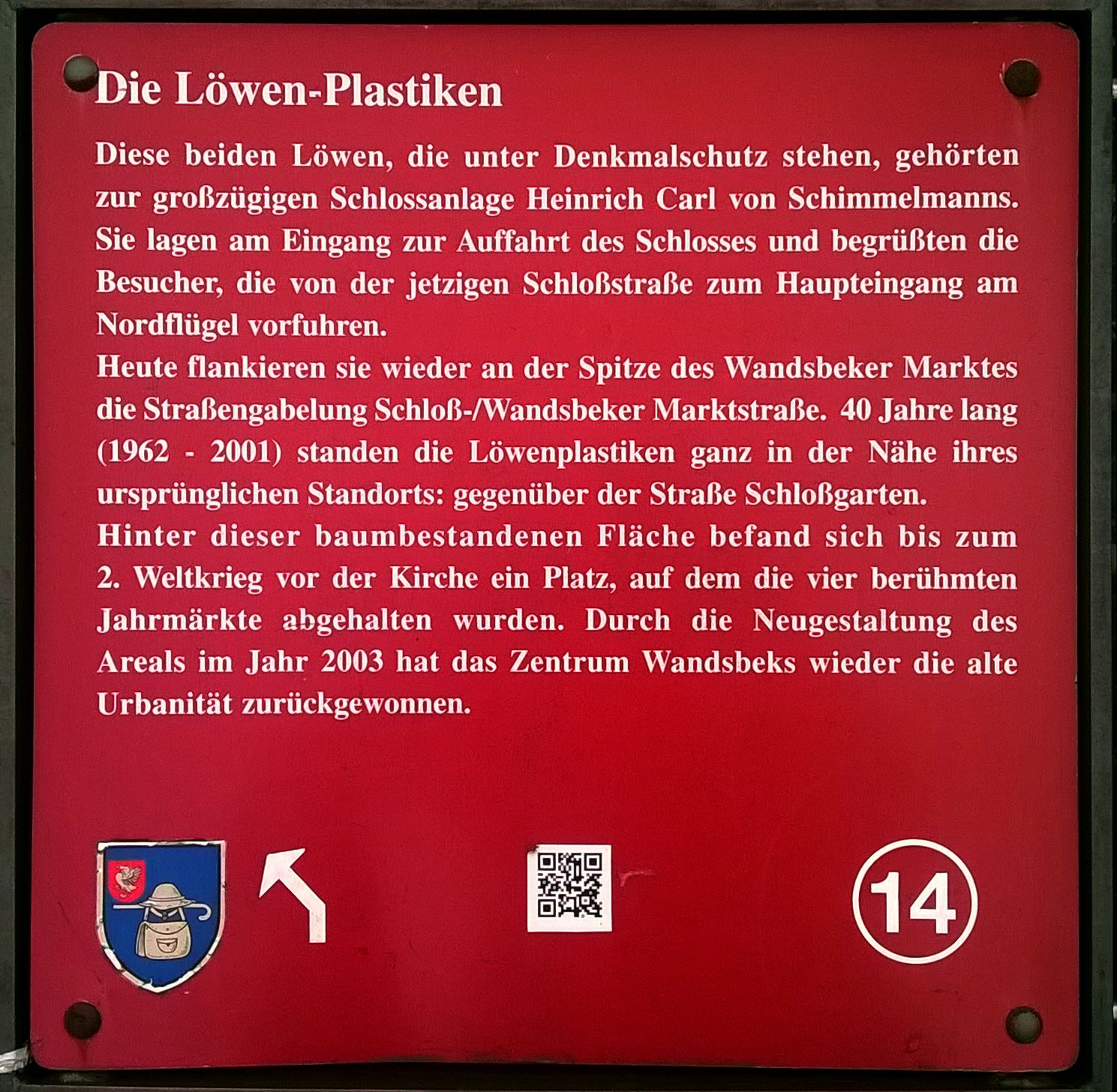
Info-Tafel des Wandsbeker Bürgervereins zu den Löwenplastiken …
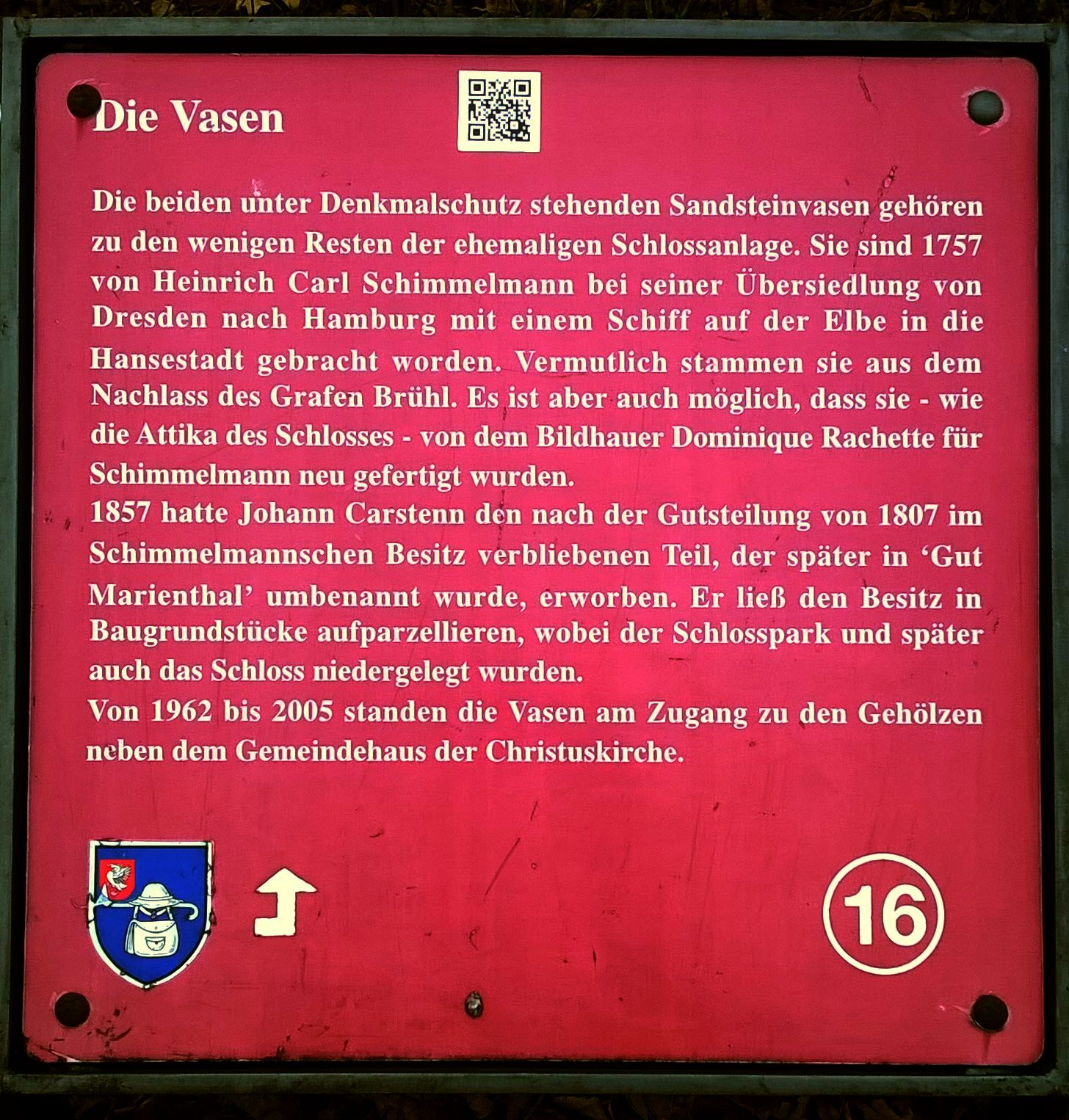
… sowie den Sandstein-Vasen.